# شنگول و منگول (فیلم)
شنگول و منگول فیلمی به کارگردانی و نویسندگی پرویز صبری ساختهٔ سال ۱۳۶۸ است، این فیلم در کاخ‌موزه سعدآباد فیلمبرداری شده است.

## خلاصه داستان
یک خانم معلم در یک گردش تفریحی داستان شنگول و منگول و حبهٔ انگور را برای شاگردان خردسال خود تعریف می‌کند. شیر، در مقام سلطان جنگل، بین گرگ و روباه مسابقه ای می‌گذارد، بدین ترتیب که هر کدام زودتر غذای لذیذی برای او فراهم کند به استخدام او در خواهد آمد. گرگ و روباه بچه‌های بز (شنگول و منگول و حبه انگور) را می‌ربایند. گرگ تصمیم می‌گیرد شنگول و منگول را خودش بخورد، اما روباه حبهٔ انگور را برای شیر می‌برد. مادر بزغاله‌ها در پی فرزندان خود با کمک حیوانات جنگل شیر و گرگ و روباه را دستگیر می‌کنند و فرزندان خود را سالم تحویل می‌گیرد.

## بازیگران
- منوچهر نوذری: مدیر دوبلاژ
- مهدی قبادی در نقش خرس
- سحر منجزی در نقش حبه انگور
- افسانه بایگان در نقش مربی
- اسدالله منجزی در نقش روباه با صدای ناصر طهماسب
- حمید عبدالملکی در نقش گرگ با صدای مرتضی احمدی
- حسن دادشکر در نقش شیر
- نادر رجب‌پور در نقش پلنگ
- اسدالله یکتا در نقش لاک پشت
- فریبا متخصص در نقش خانم بزی
- مینا زرپور در نقش خانم آهو
- محمد یگانه در نقش الاغ
- امید آهنگر در نقش شنگول
- آرام آهنگر در نقش منگول
- آرش میرحسینی در نقش گربه
- مونا صادقی در نقش موش
- رضا صادقی در نقش منگول
- اشکان مهرداد پور در نقش سگ اول
- فرزان قلی‌زاده در نقش سگ دوم
- بهروز زهره‌وند در نقش الاغ
- نورمحمد ذوالفقاری در نقش میمون
- سارا یوسفی در نقش خرگوش
- شهرام لاسمی[۵][۶]
- محمد کدخدایی
- نور محمد گودرزی

## در فرهنگ عامه
داستان فیلم شنگول و منگول برگرفته از داستان گرگ و هفت بزغاله است که در سال ۱۸۱۲ میلادی توسط قصه‌های برادران گریم در کشور آلمان نوشته شده است.